# Метастабильное состояние

Метастабильность на примере шарика в яме

Метастабильное состояние (от греч. μετα «через» и лат. stabilis «устойчивый») — состояние квазиустойчивого равновесия физической системы, в котором система может находиться длительное время.
Что такое метастабильное состояние, может быть понятно из приведенного справа рисунка:
- состояние 1: метастабильное — состояние, стабильность которого сохраняется при не очень больших возмущениях;
- состояние 2: нестабильное — состояние, стабильность которого нарушается при сколь угодно малых возмущениях;
- состояние 3: стабильное — состояние, стабильность которого сохраняется при больших возмущениях.

Метастабильные состояния широко встречаются в природе и используются в науке и технике. С существованием метастабильных состояний связаны, например, явления магнитного, электрического и упругого гистерезиса, образование перенасыщенных растворов, закалка стали, производство стекла и т. д.

## В термодинамике

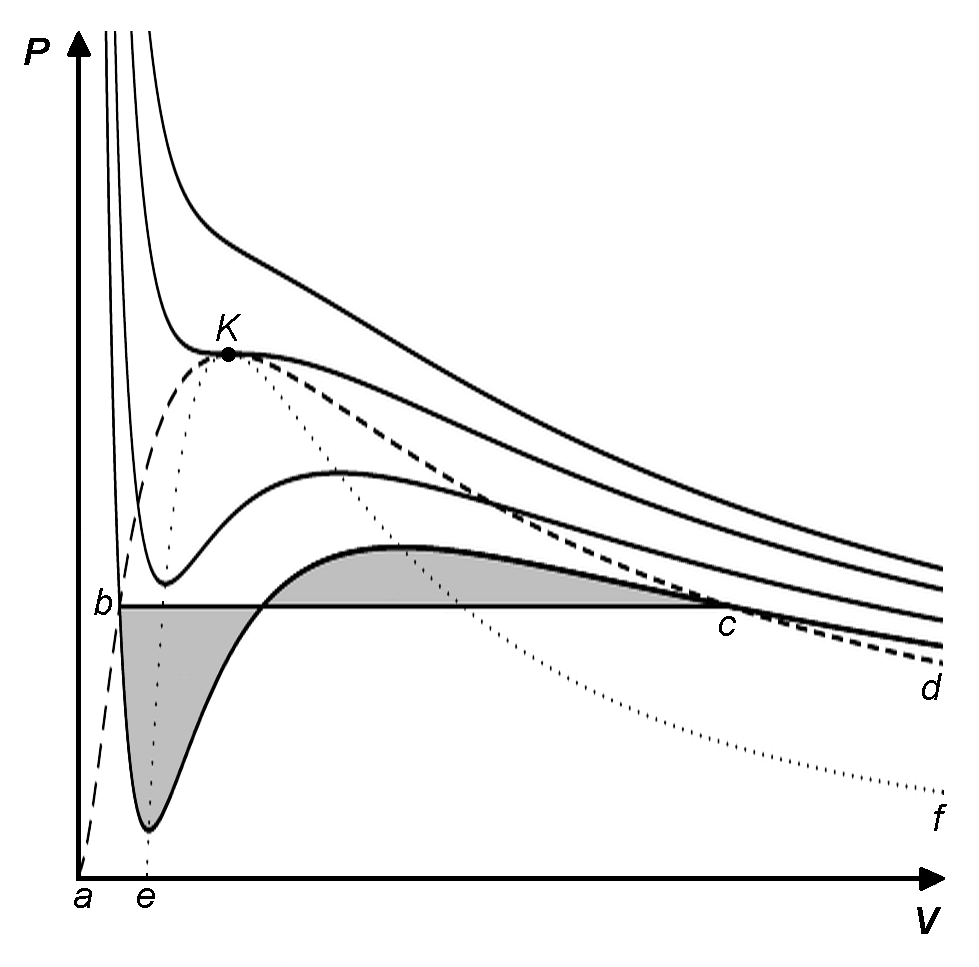
Изотермы газа ван дер Ваальса:
P — давление;
V — объём;
K — критическая точка;
abKcd — бинодаль (граница области двухфазного равновесия; область под колоколом бинодали — область двухфазного равновесия жидкость — пар);
eKf — спинодаль (граница между областями метастабильных и термодинамически неустойчивых состояний; область под колоколом спинодали — нереализуемые состояния);
bc — линия конденсации;
abKe — область перегретой жидкости;
dcKf — область переохлаждённого пара;
площади закрашенных фигур под изобарой bc и над ней равны (правило Максвелла, 1875)

Метастабильные состояния соответствуют одному из минимумов термодинамического потенциала системы при заданных внешних условиях. Устойчивому (стабильному) состоянию отвечает самый глубокий минимум. Однородная система в метастабильном состоянии удовлетворяет условиям устойчивости равновесия термодинамического {\displaystyle C_{P}>C_{V}>0}, {\displaystyle (dP/dV)_{T}<0}, относительно малых возмущений физических параметров (энтропии, плотности и др.). При достаточно больших возмущениях система переходит в абсолютно устойчивое состояние. Большой класс метастабильных состояний связан с фазовыми переходами 1-го рода (кристалл {\displaystyle \leftrightarrow } жидкость {\displaystyle \leftrightarrow } газ).

## В квантовых системах
Метастабильные состояния в квантовых системах — состояния с временами жизни ({\displaystyle \tau }), достаточно большими, чтобы неопределённость ширины энергетических уровней, согласно принципу неопределённости для энергии и времени {\displaystyle \Delta E\sim {\frac {\hbar }{\tau }}}, была много меньше разницы между ними. Обычно метастабильными считают возбуждённые состояния, излучательные (радиационные) переходы из которых в другие состояния запрещены строгими правилами отбора. Метастабильные состояния отличаются типом переходов, которые для них возможны: магнитный дипольный, электрический квадрупольный, двухфотонный и другие переходы.